# Провулок Фузиків
Прову́лок Фу́зиків — провулок у Шевченківському районі міста Києва, місцевість Дехтярі. Пролягає від вулиці Януша Корчака до вулиці Василя Данилевича.

## Історія
Провулок виник у 1950-х роках під назвою Нова вулиця, 1955 року набув назву Бауманський, на честь російського революціонера-більшовика Миколи Баумана, уточнена назва — з 1977 року.
Сучасна назва на честь Фузиків, київських підприємців, власників цегельного виробництва на Шулявці — з 2018 року.